# Рокфеллерський університет
Рокфеллерський університет (англ. The Rockefeller University) — американський приватний університет, знаходиться в Нью-Йорку, розташований між 63-ю й 68-ю вулицями уздовж Йорк-авеню на Манхеттені. Університет спеціалізується в основному на фундаментальних дослідженнях в областях біомедицини, і пропонує як вищу професійну, так і фундаментальну післядипломну наукову освіту.

## З історії університету
Заснований в 1901 році нафтовим магнатом і філантропом Джоном Рокфеллером як Рокфеллерській інститут медичних досліджень (до 1965 року).
Університет був місцем багатьох важливих наукових відкриттів. Рокфеллерівського вчені, наприклад, встановили, що спадковість ДНК має хімічний базис, виявили групи крові, показали, що віруси можуть викликати ракові захворювання, заснували сучасну область — клітинну біологію, вивчали структуру антитіл, розробили лікування метадоном для хворих, що вживали героїн, розробили СНІД-«коктейль» для лікарської терапії, а також виявили гормон лептин, який регулює енергетичний обмін.

## Просування жінок у науці та просвітницькій діяльності
Університет Рокфеллера заснував ініціативу «Жінки в науці» в 1998 році, щоб розв'язувати проблему недостатнього представництва жінок у цій галузі. Його засновують переважно жінки-філантропи. Програма включає стипендії та підприємництво, яке допомагає збільшити невелику кількість жінок-дослідниць, які комерціалізують свої відкриття. У 2004 році професор Рокфеллера Пол Грінгард пожертвував всю суму своєї Нобелівської премії на заснування премії Перл Мейстер Грінгард, яку щорічно вручають жінці-вченому в галузі біології.
Рокфеллер також проводить різноманітні ініціативи з популяризації науки та культури: Parents & Science Initiative, RockEDU Science Outreach для студентів і вчителів K-12, що включає досвід лабораторії та професійний розвиток, а також премію Льюїса Томаса за написання наукових творів. надається щорічно.

## Нобелівські лауреати
24 вчених, пов'язаних з університетом, у різний час отримали Нобелівські премії.
1. 2011 Ральф Стайнман
2. 2003 Родерік Маккінон
3. 2001 Пол Нерс
4. 2000 Пол Грінгард
5. 1999 Гюнтер Блобель
6. 1984 Роберт Брюс Мерріфілд
7. 1981 Торстен Візел
8. 1975 Девід Балтімор
9. 1974 Альбер Клод
10. 1974 Крістіан де Дюв
11. 1974 Джордж Паладе
12. 1972 Станфорд Мур
13. 1972 Вільям Говард Стайн
14. 1972 Джералд Едельман
15. 1967 Голден Кеффер Гартлайн
16. 1966 Френсіс Пейтон Раус
17. 1958 Джошуа Ледерберг
18. 1958 Едуард Тейтем
19. 1953 Фріц Альберт Ліпман
20. 1946 Джон Говард Нортроп
21. 1946 Венделл Мередіт Стенлі
22. 1944 Герберт Спенсер Гассер
23. 1930 Карл Ландштейнер
24. 1912 Алексіс Каррель